# Kristof Vliegen
Kristof Vliegen (* 22. června 1982, Maaseik) je bývalý belgický profesionální tenista. Během své kariéry na okruhu ATP nevyhrál žádný turnaj.

## Finálové účasti na turnajích ATP (3)

### Dvouhra - prohry (2)
| Legenda                                                       |
| ATP International Series Gold / ATP World Tour 500 Series (0) |
| ATP International Series / ATP World Tour 250 Series (2)      |

| Č. | Datum          | Turnaj              | Povrch | Vítěz             | Výsledek  |
| 1. | 5. leden 2003  | Adelaide, Austrálie | tvrdý  | Nikolaj Davyděnko | 6-2, 7-63 |
| 2. | 7. květen 2006 | Mnichov, Německo    | antuka | Olivier Rochus    | 6-4, 6-2  |

### Čtyřhra - prohry (1)
| Legenda                                                  |
| ATP International Series / ATP World Tour 250 Series (1) |

| Č. | Datum          | Turnaj             | Povrch | Partner        | Vítězové                  | Výsledek  |
| 1. | 15. říjen 2006 | Stockholm, Švédsko | tvrdý  | Olivier Rochus | Paul Hanley Kevin Ullyett | 7-62, 6-4 |

## Davisův Pohár
Kristof Vliegen se zúčastnil 13 zápasů v Davis Cupu  za tým Belgie s bilancí 6-6 ve dvouhře a 5-5 ve čtyřhře.

## Postavení na žebříčku ATP na konci sezóny

### Dvouhra
| Rok    | 2000  | 2001   | 2002   | 2003   | 2004   | 2005  | 2006  | 2007  | 2008  |
| Pořadí | 1126. | ▲ 510. | ▲ 165. | ▲ 115. | ▲ 114. | ▲ 95. | ▲ 31. | ▼ 97. | ▲ 89. |

### Čtyřhra
| Rok    | 1999  | 2000   | 2001   | 2002   | 2003   | 2004   | 2005   | 2006  | 2007  | 2008   |
| Pořadí | 1130. | ▲ 831. | ▲ 379. | ▼ 702. | ▲ 335. | ▼ 871. | ▲ 162. | ▲ 59. | ▼ 72. | ▼ 170. |